# Viva a Vida
Viva a Vida é um filme de comédia romântica brasileiro de 2025 dirigido por Cris D'Amato e roteirizado por Natália Klein. Produzido pela Elo Studios, o filme é estrelado por Thati Lopes como uma jovem desiludida embarca em uma jornada inesperada para Israel, onde descobre suas raízes, enfrenta desafios familiares e encontra um novo sentido para a vida, ao lado de seu primo (Rodrigo Simas).
Viva a Vida teve sua première mundial no Toronto International Women Film Festival em outubro de 2024 e foi lançado nos cinemas do Brasil em 9 de janeiro de 2025 pela Elo Studios. O filme conta ainda com as atuações de Jonas Bloch, Regina Braga, Diego Martins e Aline Dias no elenco principal. O filme recebeu críticas mistas da imprensa especializada, que, embora tenha elogiado a química entre os protagonistas, apontou fragilidades no desenvolvimento do roteiro. Antes mesmo de chegar aos cinemas, ganhou o prêmio de Melhor Comédia no Toronto International Women Film Festival, realizado no Canadá, onde são premiadas produções dirigidas por mulheres de todo o mundo.

## Sinopse
Jessica (Thati Lopes), uma jovem dedicada ao trabalho e às responsabilidades, que leva uma vida regrada e cheia de contas a pagar. Ela trabalha em uma loja de antiguidades e parece não ter tempo para si mesma, sempre colocando suas obrigações à frente de seus desejos e sonhos. No entanto, sua rotina monótona sofre uma reviravolta quando, um dia, no trabalho, ela encontra um medalhão idêntico à joia deixada para ela por sua mãe, que faleceu quando ela era ainda muito jovem. Com o coração acelerado pela descoberta, Jessica vê o medalhão como um sinal do passado que finalmente se conecta com seu presente. Determinada a desvendar o mistério, ela se junta a Gabriel (Rodrigo Simas), um homem que afirma ser seu primo, mas cuja identidade e relação com ela permanecem incertas. Juntos, partem para Israel, onde começam uma jornada em busca das origens do medalhão e das pistas que ele pode revelar sobre sua família e sua história. À medida que exploram a terra cheia de mistérios e memórias, Jessica vai se deparando com mais surpresas do que imaginava: ela encontra parentes perdidos, descobre segredos de família guardados por gerações e, no meio dessa aventura, acaba se apaixonando. O que começa como uma busca por respostas sobre seu passado, acaba sendo uma jornada de autodescoberta, onde Jessica encontra não só suas raízes, mas também um lugar onde se sente completa e feliz.

## Elenco
- Thati Lopes como Jéssica
  - Maria Clarice Balonecker como Jéssica (criança)
- Rodrigo Simas como Gabriel
- Jonas Bloch como Benjamim (Ben)
  - Jhonny Faria como Benjamim (jovem)
- Regina Braga como Hava
  - Júlia Zimmer como Hava (jovem)
- Luisa Thiré como Raquel
  - Juliana Thiré como Raquel (jovem)
- Diego Martins como Ramirez
- Aline Dias como Stephanie
- Daniel Filho como Seu Ulisses
- Clarice Niskier como Stella
- Clara Tiezzi como Deborah
- Lea Andrea Frankel como Sharon
- Cristiano Hazuel como Samuel
- Sergio Corach como Júlio
- Javo Rocha como marido de Júlio
- Bia Sion como Sarah
- Angelina Gavrilyuk como mãe de Hava
- Alfonso Rizzo como pai de Hava

## Produção

### Concepção
A ideia para Viva a Vida nasceu da colaboração entre a diretora Cris D'Amato e a roteirista Natália Klein. Conhecida por seu trabalho em A Sogra Perfeita e S.O.S. Mulheres ao Mar, D'Amato buscava um projeto que equilibrasse humor e reflexão. Natália Klein, por sua vez, trouxe sua experiência em roteiros que mesclam comédia e drama, resultando em uma narrativa que explora temas como autodescoberta, laços familiares e a busca pelo sentido da vida.

### Escolha do Elenco
A seleção do elenco foi um processo cuidadoso, visando encontrar atores que pudessem transmitir a complexidade emocional dos personagens. Thati Lopes foi escolhida para interpretar Jéssica, a protagonista. Sua capacidade de transitar entre momentos cômicos e dramáticos fez dela a escolha ideal para o papel de uma jovem desiludida com relacionamentos, que se vê em uma jornada de autodescoberta. Rodrigo Simas foi escalado como Gabriel, um personagem que contrasta com Jéssica em sua abordagem à vida e aos relacionamentos. A química entre os dois atores era essencial para a dinâmica do filme. O elenco inclui veteranos como Regina Braga e Jonas Bloch, que interpretam Hava e Ben, respectivamente, trazendo profundidade e experiência à narrativa. 

### Desenvolvimento e Filmagens
O desenvolvimento do filme envolveu uma pesquisa aprofundada para garantir autenticidade, especialmente nas cenas ambientadas em Israel. As filmagens ocorreram em 2022, com locações no Rio de Janeiro e em diversas regiões de Israel, incluindo a cidade de Eilat.  A escolha de filmar em locações reais em Israel adicionou autenticidade à narrativa e permitiu capturar paisagens deslumbrantes que enriquecem a experiência visual do filme. A produção contou com o apoio do Ministério do Turismo de Israel e da Eilat Municipal Tourism Corporation, facilitando o acesso a locais emblemáticos e garantindo uma representação cultural precisa.

## Lançamento
Antes de sua estreia comercial, o filme participou de festivais internacionais, destacando-se no Toronto International Women Film Festival, onde conquistou o prêmio de Melhor Comédia. O festival, realizado no Canadá, premia produções dirigidas por mulheres de todo o mundo. Essa conquista antecipou a recepção positiva que o filme poderia alcançar junto ao público e à crítica. A distribuição ficou a cargo da Elo Studios, que anunciou a estreia nos cinemas brasileiros para 9 de janeiro de 2025. A estratégia de lançamento incluiu a divulgação de trailers oficiais e materiais promocionais a partir de outubro de 2024, visando criar expectativa e engajamento do público.

## Recepção

### Resposta da crítica
A recepção crítica de Viva a Vida foi mista. O filme recebeu uma análise detalhada do portal CinePOP, que destacou diversos aspectos da produção. A crítica enfatizou a representatividade cultural presente no filme, ressaltando a influência das comunidades judaica e árabe no Brasil. Além disso, elogiou a química entre os protagonistas, Thati Lopes e Rodrigo Simas, e a forma como o roteiro aborda temas universais, como a busca pela identidade e a importância das raízes familiares. A ambientação em Israel foi apontada como um diferencial, proporcionando autenticidade e enriquecendo a narrativa com paisagens deslumbrantes. A crítica concluiu que Viva a Vida é uma obra envolvente que celebra a diversidade cultural e os laços familiares.
O Estação Nerd fez uma resenha destacando a combinação de humor e drama na narrativa. A análise elogia a atuação de Thati Lopes no papel de Jéssica, ressaltando sua capacidade de equilibrar momentos cômicos e emocionais. Rodrigo Simas também é mencionado positivamente, contribuindo para a dinâmica do filme. A crítica observa que, embora a trama seja simples e algumas construções emocionais possam parecer superficiais, o humor característico do cinema brasileiro é bem executado, proporcionando uma experiência envolvente para o público. O filme é descrito como uma celebração da cultura nacional, utilizando a comédia para criar identificação e refletir a identidade brasileira.
O website CriCríticos menciona que, embora o humor do filme não atinja sempre o esperado, a narrativa se fortalece nos momentos de drama familiar, especialmente com as reviravoltas do roteiro. A ambientação em Israel é apontada como um diferencial, enriquecendo a obra com belas paisagens e locais históricos. O elenco de apoio, incluindo Jonas Bloch, Regina Braga, Diego Martins, Aline Dias e Daniel Filho, também é mencionado positivamente. A crítica conclui que Viva a Vida é uma opção atraente para quem busca histórias familiares com toques de romance e drama.

### Prêmios e indicações
| Lista de prêmios e indicações             | Lista de prêmios e indicações | Lista de prêmios e indicações | Lista de prêmios e indicações | Lista de prêmios e indicações | Lista de prêmios e indicações |
| Premiação                                 | Data da cerimônia             | Categoria                     | Indicação                     | Resultado                     | Ref.                          |
| ----------------------------------------- | ----------------------------- | ----------------------------- | ----------------------------- | ----------------------------- | ----------------------------- |
| Toronto International Women Film Festival | 9 de outubro de 2024          | Melhor Filme de Comédia       | Viva a Vida                   | Venceu                        | [ 4 ]                         |